# أنيكا ماير
أنيكا ماير (30 مايو 1994 في الدنمارك - ) (بالدنماركية: Annika Meyer)‏ هي لاعبة كرة يد دانمركية. لعبت مع VfL Oldenburg (handball) ‏.

## وصلات خارجية
- أنيكا ماير على موقع الاتحاد الأوروبي لكرة اليد (الإنجليزية)